# روزي فلوريس
روزي فلوريس (بالإنجليزية: Rosie Flores) هي مغنية مؤلفة وملحنة أمريكية، ولدت في 10 سبتمبر 1950 في سان أنطونيو في الولايات المتحدة.

## وصلات خارجية
- الموقع الرسمي
- روزي فلوريس على موقع IMDb (الإنجليزية)
- روزي فلوريس على موقع روتن توميتوز (الإنجليزية)
- روزي فلوريس على موقع ميوزك برينز (الإنجليزية)
- روزي فلوريس على موقع أول ميوزيك (الإنجليزية)
- روزي فلوريس على موقع ديسكوغز (الإنجليزية)
- روزي فلوريس على موقع قاعدة بيانات الفيلم (الإنجليزية)